# 数学・自然科学・工学分野で使われるギリシア文字
ギリシア文字は数学、自然科学、工学およびそれらの関連分野でよく使われる。典型的な使い方としては数学定数・特殊関数、あるいは一定の性質を持つ変数を表す記号が挙げられる。この場合、同じ字母の大文字形と小文字形でも完全に無関係なものを表すのは一般的である。また、以下のギリシア文字には同形のラテン文字が存在するのであまり使わない：大文字のA・B・E・H・I・K・M・N・O・P・T・X・Y・Z。小文字のι・ο・υについてもラテン文字のi・o・uとは形が近い故に使われることがまれである。φやπのように、一部の文字の異なる字形が別々の記号として使われることもある。
数理ファイナンス分野においても、グリークスというギリシア文字で表される変数は特定の投資におけるリスクを指す。
英語圏において一部のギリシア文字の読み方は古代ギリシア語と現代ギリシア語の発音から離れている。例えばθは古代ギリシア語で[tʰɛ̂ːta]、現代ギリシア語で[ˈθita]と発音されるが、英語圏においては[ˈθeɪtə]と呼ばれる。

## フォント
数理分野で使われるギリシア文字の書体はギリシア語における書体とは大きく違う：数理分野においては一個一個の文字が離れており、その間に繋げる部分が存在しない。また、現代ギリシア語で使われない一部の古字や異体字は数理分野において生き残ったこともある。
OpenTypeフォントには「mgrk」（Mathematical Greek）というフィーチャータグがあり、それでギリシア文字のある字体を「数学用字体」と特定できる。
以下の表ではTeXおよびHTMLにおけるギリシア文字のフォントを比較する。TeXで使われるフォントはイタリック体であり、これは「変数はイタリック体にすべき」という慣習に則ったものである。ギリシア文字は関数や定数を表すときでも変数として扱われることが多いので、数理分野ではイタリック体がよく使われる。
| ギリシア文字 | ギリシア文字                                            | ギリシア文字 | ギリシア文字 | ギリシア文字 | ギリシア文字                                     | ギリシア文字 | ギリシア文字 | ギリシア文字 | ギリシア文字                                        | ギリシア文字 | ギリシア文字 | ギリシア文字 | ギリシア文字                                    | ギリシア文字 | ギリシア文字 | ギリシア文字 | ギリシア文字                             | ギリシア文字 |
| 字母         | TeX                                                     | HTML         |              | 字母         | TeX                                              | HTML         |              | 字母         | TeX                                                 | HTML         |              | 字母         | TeX                                             | HTML         |              | 字母         | TeX                                      | HTML         |
| ------------ | ------------------------------------------------------- | ------------ | ------------ | ------------ | ------------------------------------------------ | ------------ | ------------ | ------------ | --------------------------------------------------- | ------------ | ------------ | ------------ | ----------------------------------------------- | ------------ | ------------ | ------------ | ---------------------------------------- | ------------ |
| アルファ     | {\displaystyle \mathrm {A} \,\alpha \,}                 | Α α          |              | ディガンマ   | {\displaystyle \mathrm {\Digamma} \,\digamma \,} | Ϝ ϝ          |              | カッパ       | {\displaystyle \mathrm {K} \,\kappa \,\varkappa \,} | Κ κ ϰ        |              | オミクロン   | {\displaystyle \mathrm {O} \,\mathrm {o} \,}    | Ο ο          |              | ウプシロン   | {\displaystyle \Upsilon \,\upsilon \,}   | Υ υ          |
| ベータ       | {\displaystyle \mathrm {B} \,\beta \,}                  | Β β          |              | ゼータ       | {\displaystyle \mathrm {Z} \,\zeta \,}           | Ζ ζ          |              | ラムダ       | {\displaystyle \Lambda \,\lambda \,}                | Λ λ          |              | パイ         | {\displaystyle \Pi \,\pi \,\varpi \,}           | Π π ϖ        |              | ファイ       | {\displaystyle \Phi \,\phi \,\varphi \,} | Φ ϕ φ        |
| ガンマ       | {\displaystyle \Gamma \,\gamma \,}                      | Γ γ          |              | エータ       | {\displaystyle \mathrm {H} \,\eta \,}            | Η η          |              | ミュー       | {\displaystyle \mathrm {M} \,\mu \,}                | Μ μ          |              | ロー         | {\displaystyle \mathrm {P} \,\rho \,\varrho \,} | Ρ ρ ϱ        |              | キー         | {\displaystyle \mathrm {X} \,\chi \,}    | Χ χ          |
| デルタ       | {\displaystyle \Delta \,\delta \,}                      | Δ δ          |              | シータ       | {\displaystyle \Theta \,\theta \,\vartheta \,}   | Θ θ ϑ        |              | ニュー       | {\displaystyle \mathrm {N} \,\nu \,}                | Ν ν          |              | シグマ       | {\displaystyle \Sigma \,\sigma \,\varsigma \,}  | Σ σ ς        |              | プシー       | {\displaystyle \Psi \,\psi \,}           | Ψ ψ          |
| エプシロン   | {\displaystyle \mathrm {E} \,\epsilon \,\varepsilon \,} | Ε ϵ ε        |              | イオタ       | {\displaystyle \mathrm {I} \,\iota \,}           | Ι ι          |              | クシー       | {\displaystyle \Xi \,\xi \,}                        | Ξ ξ          |              | タウ         | {\displaystyle \mathrm {T} \,\tau \,}           | Τ τ          |              | オメガ       | {\displaystyle \Omega \,\omega \,}       | Ω ω          |

## ギリシア文字で表される概念

### Αα（アルファ）
- α：
  - 三角形における辺Aの対角（同様に辺Bの対角は角β、辺Cの対角は角γである）
  - 二次方程式の根の片方。他方はβで表す
  - バイポーラトランジスタにおけるエミッタ電流に対するコレクタ電流の比率
  - 結果の有意差
  - 統計学における偽陽性率（第一種過誤）
  - 経済学における犠牲率の逆数
  - 微細構造定数
  - 航空機の迎角
  - アルファ粒子（He2+）
  - 角加速度
  - 線膨張率
  - 温度拡散率
  - 有機化学におけるα炭素とは官能基と隣接した1番目の炭素原子のこと。例えばアミノ酸におけるカルボキシル基の炭素原子と隣接する炭素原子
  - 位置天文学における赤経
  - 星座のうち一番明るい星（例外は多数あり）
  - 鉄のフェライト相
  - 金融経済におけるアルファ値
  - ラムダ計算におけるα-変換

### Ββ（ベータ）
- Β：ベータ関数
- β：
  - 逆温度
  - バイポーラトランジスタにおけるベース電流に対するコレクタ電流の比率
  - 統計学における偽陰性率（第二種過誤）
  - 数理ファイナンスにおけるベータ値
  - 航空機のスリップ角
  - β平面近似
  - ベータ粒子（e-）
  - 音の強さ
  - 特殊相対性理論における速度と光速の比
  - 脳科学・認知科学におけるベータ脳波
  - 位置天文学における黄緯
  - プラズマ物理におけるプラズマによる圧力と閉じ込め磁場の圧力の比
  - ラムダ計算におけるβ-簡約

### Γγ（ガンマ）
- Γ：
  - 流体力学における循環
  - 通信分野における反射係数
  - 光導波路における制限係数
  - ガンマ関数
  - 第2種不完全ガンマ関数
  - ガンマ分布
  - モジュラー群
  - 数理ファイナンスにおける2階株価変化率
  - 第二種クリストッフェル記号
  - グラフ理論におけるある頂点の近傍
  - プッシュダウン・オートマトンの形式的定義におけるスタック上のアルファベットの集合
- γ：
  - 流体力学における循環の強度
  - 構造工学における負荷・材料に対する安全率
  - 物質の比重量
  - 第1種不完全ガンマ関数
  - オイラーの定数
  - ガンマ線・光子
  - 熱力学における比熱比（κもよく使われる）
  - 特殊相対性理論におけるローレンツ因子
  - 減衰係数
  - 測地学における子午線収差（ドイツ語版）角

### Δδ（デルタ）
- Δ：
  - 有限差分
  - 前進差分作用素
  - 対称差
  - ラプラス作用素
  - 測量学における弧に対する円心角
  - 逆行列の行列式[1]
  - グラフの最大次数
  - ある変数の差分・変化
  - 数理ファイナンスにおける株価変化率
  - 天文単位で表すある天体と地球の距離
  - 化学反応式における加熱
  - 二次方程式における二次の判別式
  - 二つの母集団平均の非併合仮説検定における自由度
- δ：
  - 百分率誤差
  - 変分法
  - クロネッカーのデルタ
  - ファイゲンバウム定数
  - 数理ファイナンスにおける複利
  - ディラックのデルタ関数
  - 薬理学におけるエンケファリンに対して親和性を持つδ受容体 [2]
  - スコロホッド積分
  - グラフの最小次数
  - 化学における部分電荷
  - 原子核の化学シフト
  - 位置天文学における赤緯
  - 計算材料学におけるターナー関数
  - マクロ経済学における減価
  - 統計学における非心度[3]

### Εε（エプシロン）
- ε：
  - 極限における微小量
  - 回帰分析におけるランダム誤差
  - 誤差の絶対値[4]
  - エプシロン・ノート
  - 計算機科学における空文字列
  - エディントンのイプシロン
  - 電磁気学における誘電体の誘電率
  - 放射率
  - 連続体力学におけるひずみ
  - 位置天文学における赤道傾斜角
  - 経済学における弾力性（ηで表すこともある）
  - 確率論と統計学における期待値
  - 起電力
  - 化学における発色団のモル吸光係数
- 集合の要素を表す記号∈はεに由来する

### Ϝϝ（ディガンマ）
- ディガンマ関数をϜで表すこともあるが、ψやラテン文字のFを使うことが多い

### Ζζ（ゼータ）
- ζ：
  - リーマンゼータ関数等のゼータ関数
  - 重合体力学における粘度係数
  - 減衰比（ξとも）
  - 流体力学における鉛直渦度

### Ηη（エータ）
- Η：
  - 統計力学におけるH定理[5]

- η：
  - 真空におけるインピーダンス
  - 統計学における偏回帰係数
  - 流体力学における絶対渦度（鉛直渦度とコリオリの力による影響を足し合わせた渦度）
  - 屈折率
  - η中間子
  - 粘度
  - 統計学・物理学における効率
  - 相対性理論におけるミンコフスキー空間の計量テンソル
  - 通信システムモデルにおけるノイズ
  - ラムダ計算におけるη-変換

### Θθ（シータ）
- Θ：
  - ランダウの記号の1つ（漸近的に両側に有界で、上下界が一致）
  - 数理ファイナンスにおける時間変化率
  - 集合論において非0の順序数を指す
- θ：
  - 幾何学における角度
  - 数学における球面座標系・円柱座標系のうち、xy平面での射影のx軸からの偏角
  - 物理学における球面座標系のうち、z軸からの偏角
  - 熱力学における温位
  - 信頼性工学における平均故障間隔
  - 土壌学における土壌含水率
  - デバイ温度
  - 数理統計学における未知のパラメータ
  - テータ関数
- 筆記体であるϑ：
  - 数論における第一チェビシェフ関数

### Ιι（イオタ）
- ι：
  - APLにおけるベクトル作成関数（⍳の形で使われる）
  - 重力波の源について説明するときの視線に対する軌道傾斜角

### Κκ（カッパ）
- Κ：
  - カッパ数

- κ：
  - フォン・カルマン定数
  - カッパ曲線
  - 数値解析における行列の条件数
  - グラフ理論におけるグラフの局所連結度
  - 曲率
  - 比誘電率（{\displaystyle \varepsilon /\varepsilon _{0}}）
  - 熱伝導率（ラテン文字のkもよく使われる）
  - 温度拡散率
  - ばね定数（ラテン文字のkもよく使われる）
  - 熱力学における比熱比（γもよく使われる）
  - 薬理学におけるダイノルフィンに対して親和性を持つκ受容体[2]

### Λλ（ラムダ）
- Λ：
  - 数論におけるフォン・マンゴルト関数
  - 一階述語論理による論理的公理の集合
  - 宇宙定数
  - バリオンの1つ
  - 線形代数学における固有値の対角行列
  - 電磁相互作用におけるある種材料の導磁率
- λ：
  - 電磁波の波長
  - 崩壊定数
  - ラムダ計算
  - 線形代数学における固有値
  - ポアソン分布のパラメータ
  - 待ち行列理論における到着率
  - 統計学・物理学・工学における指数分布のパラメータ
  - 信頼性工学における故障率
  - 確率論・統計学における平均値
  - 融解熱
  - 数学的最適化問題におけるラグランジュ乗数（すなわち経済学におけるシャドウプライス）
  - ルベーグ可測な集合の測度
  - 測地学における経度
  - 線形密度
  - 位置天文学における黄経
  - 数論におけるリウヴィル関数
  - 数論におけるカーマイケル関数
  - 容積の単位。1μLあるいは1mm³に等しい
  - 形式文法における空文字列

### Μμ（ミュー）
- μ：
  - 数論におけるメビウス関数
  - ハール測度
  - 確率論・統計学における全体の平均値あるいは期待値
  - 測度論における測度
  - マイクロ（10−6）
  - 物理学における摩擦係数
  - 待ち行列理論におけるサービス率
  - 物理学における絶対粘度
  - 電磁気学における透磁率
  - ミュー粒子
  - 換算質量
  - 物性物理学における化学ポテンシャル
  - プラズマ物理におけるイオン移動度

### Νν（ニュー）
- ν：
  - 周波数（ヘルツで表す場合のみ）
  - 統計学における自由度
  - 材料科学におけるポアソン比
  - ニュートリノ
  - 流体の動粘度
  - 化学における化学量論係数
  - 数学における零空間の次元

### Ξξ（クシー）
- Ξ：
  - リーマンのクシー関数
  - 統計力学における大正準分布
  - バリオンの1つ
- ξ：
  - リーマンのクシー関数
  - 確率変数
  - 化学反応の度合い
  - コヒーレンス長
  - 減衰比（ζとも）
  - 全集合
  - 数理ファイナンスにおける異常リターン

### Οο（オミクロン）
- Ο：
  - ランダウの記号の1つ（漸近的に上に有界、ラテン文字のOとも）
- o：
  - ランダウの記号の1つ（漸近的に無視できる、ラテン文字のoとも）

### Ππ（パイ）
- Π：
  - 数学における総乗
  - 平面
  - 浸透圧
- π：
  - 円周率
  - 素数計数関数
  - ミクロ経済学・ゲーム理論における利潤
  - マクロ経済学におけるインフレ率（特に時間だけに関連する場合）
  - マルコフ連鎖における状態分布
  - 化学における共有結合の1つ（π結合）
  - パイ中間子
  - 統計学における達成率
  - 電気工学における小信号モデルの1つ（ハイブリッドπモデル）
  - データベースの関係代数におけるプロジェクト
- ϖ（πの異体字、ポメガとも呼ばれる）：
  - レムニスケート周率
  - 流体力学における波の角周波数（角周波数は一般的にωで表されるが、流体力学においてωは渦度の記号として使われるので）
  - 天体力学における近日点経度[6]
  - 宇宙論における共動距離[7]

### Ρρ（ロー）
- Ρ：
  - 解析的整数論におけるゲーゲンバウアー関数の1つ

- ρ：
  - 解析的整数論におけるゲーゲンバウアー関数の1つ
  - ディクマン＝ド・ブラン関数
  - 極座標系・球面座標系・円柱座標系における動径
  - 統計学におけるスピアマンの順位相関係数
  - 数理ファイナンスにおける利子率感受性
  - 密度・電荷密度
  - 電気抵抗率
  - APLにおける成形・再成形作用子（⍴の形で使われる）
  - 待ち行列理論における利用
  - 行列の階数

### Σσ（シグマ）
- Σ：
  - 総和
  - 分散共分散行列
  - 形式文法における終端記号の集合
- σ：
  - 黒体放射におけるシュテファン＝ボルツマン定数
  - 数論における約数関数
  - 解析的整数論における複素数変数s=σ+itの実部
  - 有限群理論における置換
  - 確率論・統計学における統計的ばらつきを表す標準偏差
  - 化学における共有結合の1つ（σ結合）
  - 関係代数における選別作用子
  - 力学における応力
  - 電気伝導率
  - 面密度
  - 核断面積
  - 不確実性
  - オペレーション・マネジメントにおける利用
  - 微粒子の表面電荷密度

### Ττ（タウ）
- τ（小文字）：
  - 時間
  - 指数関数的減衰における平均寿命
  - 力学におけるトルク
  - 素粒子物理学におけるタウ粒子
  - 自然放出の寿命
  - RC回路などのデバイスにおける時定数
  - 相対性理論における固有時
  - 統計学におけるケンドールの順位相関係数
  - 黄金比1.618...（φで表される場合がより多い）
  - 数論におけるラマヌジャンのタウ函数
  - 天文学における透明度、あるいは大気層に阻まれた太陽光の割合
  - 表現論における相関作用子
  - 生化学におけるタウタンパク質
  - 連続体力学におけるせん断応力
  - 高度合成数における除数の個数（オンライン整数列大辞典の数列 A000005）
  - 状態遷移系におけるインターナルシステムステップ
  - 型理論における型変数
  - 油層工学における迂回率
  - 位相幾何学における位相

### Υυ（ウプシロン）
- Υ：
  - ウプシロン中間子

- υ：
  - 一部の教科書における周波数

### Φφ（ファイ）
- Φ[8]：
  - 仕事関数
  - 磁束
  - 統計学における正規分布の累積分布関数
  - フェニル基
  - 黄金比の逆数、つまり1/φ
  - 情報統合理論における情報の統合量
- φ：
  - 数学・芸術・建築学における黄金比1.618
  - 数論におけるオイラーのφ関数
  - 解析空間における正則関数
  - 数学における複素数の偏角
  - 数学・物理学における平面角の角度
  - 物理学における球面座標系・円柱座標系のうち、xy平面での射影のx軸からの偏角
  - 数学における球面座標系のうち、z軸からの偏角
  - 測地学における緯度
  - スカラー場
  - 放射束
  - 電位
  - 統計学における正規分布の確率密度関数
  - 工学における容器の直径

### Χχ（キー）
- χ：
  - 統計学におけるカイ分布（カイ二乗分布{\displaystyle \chi ^{2}}）
  - グラフ理論における彩色数
  - 代数的位相幾何学におけるオイラー標数
  - 周期表における電気陰性数
  - ラビ特性周波数
  - 基本粒子のスピノール
  - 線形応答理論におけるフーリエ変換
  - 数学における指標（例えば数論におけるディリクレ指標）
  - アンセンティドカルマンフィルターにおけるシグマベクター
  - モル分数
  - 数学における指示関数

### Ψψ（プシー）
- Ψ：
  - 水ポテンシャル
  - コンビネータ論理におけるクォータナリーコンビネータ
- ψ：
  - シュレディンガー方程式における波動関数
  - 流体力学における渦度・流れ関数法
  - 車両力学における片揺れ角
  - 固有座標系における曲線の接線とx軸からなる角度
  - フィボナッチ数の逆数の総和
  - 数論における第二チェビシェフ関数
  - 数学におけるポリガンマ関数

### Ωω（オメガ）
- Ω：
  - オメガ定数
  - ランダウの記号の1つ（漸近的に下に有界）
  - 確率論・統計学における標本空間
  - 国際単位系(SI)における電気抵抗の単位「オーム」
  - 力学における物体（時によって惑星）の回転数
  - 立体角
  - バリオンの1つ
  - 数論的関数の1つ（素因数の総数を与える関数）
  - 天体力学における昇交点赤経
  - 宇宙論における密度パラメータ
- ω：
  - 無限順序数の最初の1つ
  - 複数解析的な無限微分可能関数のクラス、つまり{\displaystyle C^{\omega }}) for functions that are infinitely differentiable because they are complex analytic
  - 集合論における自然数の集合（他の分野では{\displaystyle \mathbb {N} }やNが一般的に使われる）
  - ランダウの記号の1つ（漸近支配的）
  - 確率論における実験の結果
  - 角速度
  - 1の三乗根およびその平方{\displaystyle \omega ^{2}}
  - 圧力に基づく座標系における鉛直速度（主に大気動力学で使われる）
  - オメガ中間子
  - 数論的関数の1つ（相異なる素因数の個数）
  - 微分形式（特に解析空間において）
  - 天体力学における近点引数